# Pave Innocens 9.
Pave Innocens 9. (20. juli 1519 – 30. december 1591) var pave fra d. 29. oktober 1591, hvor han blev valgt, frem til sin død i d. 30. december samme år. Før tiden som pave havde han været diplomat og chefadministrator under Pave Gregor 9.

## Biografi
Paven blev født Giovanni Antonio Facchinetti i byen Crodo i det nordlige Italien. Han blev færdiguddannet som advokat i 1544 på Bologna Universitet, der havde et særlig godt jurastudium og blev efterfølgende sekretær for kardinal Nicoló Ardinghelli. Senere blev han ansat hos kardinal Alessandro Farnese, der var bror til hertugen af Parma og barnebarn af pave Paul 3., som var én af de største mæcener på det tidspunkt. Kardinalen, som også var ærkebiskop af Avignon, sendte Facchinetti af sted som sin stedfortræder, men kaldte ham hurtigt tilbage og lod ham i stedet tage sig af kardinalens affærer i Parma, hvor Facchinetti fungerede som guvernør fra 1556 til 1558. I 1560 blev han biskop af Nicastro i Calabrien og sad i 1562 i Tridentinerkoncilet. Pave Pius 5. sendte ham som diplomat i 1566 til Venedig for at fremme alliancen med Spanien og Venedig imod Det Osmanniske Rige, hvilket resulterede i sejr i Lepanto i 1571. Da Facchinetti opgav at fremme sin karriere i Rom, blev han af navn Latinsk Patriark af Jerusalem.

## Paveembedet
Under Pave Gregor 14., der led af malaria, hvilede den administrative byrde på Facchinettis skuldre. Selv før den daværende pave døde, førte spanskvenlige og antispanske grupper valgkamp til det kommende konklave. Philip 2. af Spaniens egenhændige indgriben i det tidligere konklave var ikke glemt, hvor han udelukkede alle, bortset fra syv kardinaler, fra valget. Denne gang gik det spanske parti i kardinalskollegiet ikke så langt, men det kontrollerede stadig majoriteten og sørgede derved for at Facchinetti blev Pave Innocens 9. Til gengæld støttede han med en pavelig hær i de to måneder, han var pave, Philip 2. og Den Katolske Ligas kamp mod Henrik 4. af Frankrig i de franske religionsborgerkrige.
Grandnevøen kardinal Giovanni Antonio Facchinetti de Nuce jr. var den ene af to kardinaler, der fik sit embede under Innocens 9. I 1643 blev også grandgrandnevøen Cesare Facchinette kardinal.

## Eksterne links
- Kardinalerne
- Cravegnas officielle hjemmeside på italiensk